# Sciastes tenna
Sciastes tenna är en spindelart som beskrevs av Chamberlin 1948. Sciastes tenna ingår i släktet Sciastes och familjen täckvävarspindlar. Inga underarter finns listade i Catalogue of Life.